# Francisco Carlos da Áustria
Francisco Carlos da Áustria (em alemão: Franz Karl Joseph von Österreich ; Viena, 17 de dezembro de 1802 — Viena, 8 de março de 1878) foi pai de dois imperadores (da Áustria e do México) e o avô paterno de Francisco Fernando da Áustria, cujo assassinato ajudou a precipitar o começo da Primeira Guerra Mundial (1914-1918).

## Biografia
O arquiduque Francisco Carlos era o segundo filho de Francisco II do Sacro Império Romano-Germânico e de sua consorte, Maria Teresa da Sicília. Entre seus irmãos, estavam Fernando I, Imperador da Áustria e Rei da Hungria, Maria Leopoldina, Imperatriz do Brasil e Rainha de Portugal, Maria Luísa, Imperatriz dos Franceses e Rainha da Itália.
No dia 4 de novembro de 1824, ele desposou a princesa Sofia da Baviera, filha do rei Maximiliano I e de Carolina de Baden. Tiveram seis filhos, dos quais quatro sobreviveram à infância.
Embora fosse um homem fraco sem ambições, ele fez parte do Conselho que governou no lugar de seu irmão, o imperador Fernando I, que era retardado mental, entre 1835 e 1848.
Sob influência de sua esposa Sofia, Francisco Carlos abdicou aos seus direitos dinásticos na época da abdicação de Fernando I ao trono (dezembro de 1848), o que levou seu filho mais velho, Francisco José I, ascender como o novo imperador. Ele tinha então dezoito anos.
Morreu seis anos após a morte de sua esposa.